# Alexander (Dakota du Nord)
Pour les articles homonymes, voir Alexander.
La ville d’Alexander est située dans le comté de McKenzie, dans l’État du Dakota du Nord, aux États-Unis. Sa population s’élevait à 223 habitants lors du recensement de 2010, estimée à 308 habitants en 2017.

## Histoire
Alexander a été fondée en 1905 et nommée d’après Alexander McKenzie (en), un homme politique originaire du Dakota du Nord.

## Démographie
| 1930 | 1940 | 1950 | 1960 | 1970 | 1980 |
| ---- | ---- | ---- | ---- | ---- | ---- |
| 386  | 415  | 302  | 269  | 208  | 358  |

| 1990 | 2000 | 2010 | - | - | - |
| ---- | ---- | ---- | - | - | - |
| 216  | 217  | 223  | - | - | - |

## Source
- (en) Cet article est partiellement ou en totalité issu de l’article de Wikipédia en anglais intitulé « Alexander, North Dakota » (voir la liste des auteurs).

1. ↑  (en) « Statistiques des États-Unis - Dakota du nord - Profils des comtés de 2010 » (consulté en juin 2021)